# Reforma 2.ª Sección (Santa María)
Reforma 2.ª Sección (Santa María) es un ranchería del municipio de Jalpa de Méndez ubicado en la subregión centro del estado mexicano de Tabasco.

## Geografía
La localidad de Reforma 2.ª Sección (Santa María) se sitúa en las coordenadas geográficas 18°20′07″N 93°02′46″O / 18.335278, -93.046111, a una elevación de 2 metros sobre el nivel del mar.

## Demografía
Según el Conteo de Población y Vivienda 2020, efectuado por el Instituto Nacional de Estadística y Geografía, la localidad de Reforma 2.ª Sección (Santa María) tiene 1,620 habitantes, de los cuales 815 son del sexo masculino y 805 del sexo femenino. Su tasa de fecundidad es de 2.61 hijos por mujer y tiene 420 viviendas particulares habitadas.
| Gráfica de evolución demográfica de Reforma 2.ª Sección (Santa María) entre 1921 y 2020 |
|                                                                                         |
| INEGI.                                                                                  |